# Сам вкъщи 3
„Сам вкъщи 3“ (на английски: Home Alone 3) е американски семеен комедиен филм от 1997 г., написан и продуциран от Джон Хюз. Той е третият филм от поредицата „Сам вкъщи“, и е първият филм, който не включва актьора Маколи Кълкин, режисьора Крис Кълъмбъс и композитора Джон Уилямс. Той е също последният филм на поредицата „Сам вкъщи“, който получава театрално издание. Филмът е режисиран от Раджа Госнел (в неговия режисьорски дебют), който служи като монтажист на оригиналните филми. Във филма участват Алекс Линц като 8-годишното талантливо дете Алекс Прюит, който защитава дома си от опасна банда от престъпници, които работят за неизвестна терористична организация.
Филмът е последван от телевизионно продължение – „Сам вкъщи 4“, излъчен през 2002 г.

## Резюме
Международна банда от мошеници е скрила военен компютърен чип в кола-играчка, но след проблем на летището, тя попада в ръцете на талантливото момче Алекс Пруит (Алекс Линц), който е болен от варицела и сам вкъщи в тихо чикагско предградие.
Престъпниците се насочват към къщата на Алекс с високотехнологичното им приспособление, а лудостта и хаоса набират скорост докато малкият герой се защитава от непохватните бандити, въоръжен със страховито снаряжение от капани и клопки.

## Актьорски състав
- Алекс Линц – Алекс Прюит, 8-годишно момче.
- Хавиланд Морис – Карън Прюит, майката на Алекс.
- Олек Крупа – Питър Бупре, водачът на международните престъпници.
- Рия Килстедт – Алис Рибънс, единствената жена-член от международните престъпници.
- Лени Ван Долън – Бъртън Джърниган, един от международните престъпници.
- Дейвид Торнтън – Ърл Ънгър, един от международните престъпници.
- Кевин Килнър – Джак Прюит, бащата на Алекс.
- Джеймс Сайто – Шефът на мафията
- Скарлет Йохансон – Моли Прюит, по-голямата сестра на Алекс.
- Сет Смит – Стан Смит, по-големият брат на Алекс.
- Мариан Селдес – Г-жа Хес, възрастна дама, която е съседка на семейство Прюит.
- Кристофър Къри – агент Стъки, агент на ФБР, който следва Бупре.
- Бакстър Харис – Капитанът на полицията
- Дарън Наус – гласът на Папагала, говорещия папагал, който е любимец на Стан.

## Продукция
„Сам вкъщи 3“ е поставен на същото място като „Сам вкъщи 2: Изгубен в Ню Йорк“, и двата филма са предназначени да са продуцирани самостоятелно; въпреки че тези планове се провалиха. Идеята за третия филм на „Сам вкъщи“ е предложен в средата на 1990-те години; изискваха се ранните чернови за Маколи Кълкин да се завърне в ролята на Кевин Маккалистър, който е тийнейджър. През 1994 г., Кълкин се отказва от актьорството. В резултат на това, идеята е преработена, който се съсредоточава върху новия актьорския състав от герои.
Той е заснет в Чикаго и Еванстън, Илинойс, със сцените от летището в началото на филма, на два различни конкурса в O'Hare International Airport.
Снимките започват на 2 декември 1996 г. и приключват на 22 март 1997 г.
„Фокс Фемили Филмс“ е подразпределението в отговорността на „Туентиът Сенчъри Фокс“ за производството на филма.

## Издание
Премиерата на филма е пусната по кината на 12 декември 1997 г.
„Сам вкъщи 3“ е пуснат на VHS и Laserdisc на 2 юни 1998 г., и на DVD от 3 ноември 1998 г., който по-късно е преиздаден през декември 2007 г.

## Прием

### Бокс офис
Филмът спечели 79,082,515 щатски долара в световен мащаб.

### Похвали
Филмът е номиниран за наградите „Златна малинка“ в категорията за най-слаб римейк и продължение, който губи от „Скорост 2“.

## В България
В България филмът е разпространен по кината от „Дъга Филм“ през 1998 г.
През ноември 1998 г. е издаден на VHS от „Мей Стар Филм“, и на DVD от 9 ноември 2005 г.
Излъчва се премиерно по Канал 1 на 11 януари 2004 г. от 20:30 ч. в рубриката Неделна киновечер.
На 3 януари 2007 г. се излъчва по „Би Ти Ви“ с разписание вторник от 20:00 ч.
На 26 декември 2023 г. се излъчва и по NOVA с разписание сряда от 16:00 ч.

### Дублажи
| Превод              | Надя Баева                                              |
| Озвучаващи артисти  | Силвия Лулчева Ани Василева Калин Сърменов Пламен Захов |
| Тонрежисьор         | Венислава Николова                                      |
| Режисьор на дублажа | Чавдар Монов                                            |

| Обработка           | Главна редакция „КИНО“                                                                      |
| ------------------- | ------------------------------------------------------------------------------------------- |
| Превод              | Мая Илиева                                                                                  |
| Редактор            | Веселина Пършорова                                                                          |
| Тонрежисьор         | Трендафилка Немска                                                                          |
| Режисьор на дублажа | Димитър Караджов                                                                            |
| Озвучаващи артисти  | Петя Абаджиева Таня Димитрова Венета Зюмбюлева Владимир Пенев Димитър Иванчев Ивайло Велчев |

| Озвучаващи артисти  | Елена Русалиева Даниела Сладунова Вера Методиева Иван Танев Стефан Сърчаджиев-Съра Даниел Цочев |
| Преводач            | Надя Баева                                                                                      |
| Тонрежисьор         | Радослав Колев                                                                                  |
| Режисьор на дублажа | Чавдар Монов                                                                                    |

| Пост                | Име                                                                                              |
| ------------------- | ------------------------------------------------------------------------------------------------ |
| Озвучаващи артисти  | Христина Ибришимова Ася Братанова Даниела Сладунова Димитър Иванчев Здравко Методиев Васил Бинев |
| Преводач            | Надя Баева                                                                                       |
| Тонрежисьор         | Лазар Йончев                                                                                     |
| Режисьор на дублажа | Димитър Кръстев                                                                                  |

## Филми от поредицата за „Сам вкъщи“
Поредицата „Сам вкъщи“ включва 6 филма:
- „Сам вкъщи“ (1990)
- „Сам вкъщи 2: Изгубен в Ню Йорк“ (1992)
- „Сам вкъщи 3“ (1997)
- „Сам вкъщи 4“ (2002)
- „Сам вкъщи: Коледен обир“ (2012)
- „Отново сам вкъщи“ (2021)